# Konzervacija javnih brončanih skulptura
Konzervacija javnih brončanih skulptura je aktivnost posvećena očuvanju, zaštiti, te održavanju javnih, u otvorenom prostoru postavljenih brončanih skulptura. Ove postupke kod djela koja se smatraju kulturnom baštinom trebali bi provoditi isključivo ovlašteni državno ispitani, odnosno školovani konzervatori restauratori metala. Kod nas na ovim spomenicima rade većinom ovom poslu tek priučene osobe (potpuno se pogrešno smatra da su za ovaj posao najkompetentnije ljevaonice umjetnina - nijedna od njih ne zapošljava niti jednog školovanog ili državno ispitanog konzervatora restauratora metala).

## Problemi vezani za na otvorenom postavljene brončane skulpture
Cijeli je niz utjecaja koje okoliš ima na otvorenom postavljene brončane skulpture. Kako različita mjesta na kojim su djela postavljena, podrazumijevaju i različite okolišne uvjete postupci odabrani za rad na jednom mjestu neće možda biti djelotvorni na drugom. Stoga konzervator restaurator mora voditi računa o svim faktorima koji utječu na konkretni spomenik. Prije svega se tu radi o vlažnosti zraka, temperaturi, ultra ljubičastim zrakama, te eventualnoj blizini mora, ali i zagađenosti zraka i u blizini spomenika prisutnim životinjskim i biljnim svijetom. Ako se primjerice radi o fontani, u obzir treba uzeti i kvalitetu vode koja zalijeva istu - dali se radi o tvrdoj ili mekoj vodi, te dali je ista alkalna ili kisela. Također važna je i dostupnost skulpture dodirivanju od strane prolaznika, kao i može li se na skulpturu popeti ili ne.
Prema Kipperu, po brončane skulpture posebno je štetna i kisela kiša. Njena su glavna komponenta sulfidi, odnosno sumporna kiselina, oboje vrlo štetno djeluju na patinu i površinu metala.
Okolišni uvjeti kojima je objekt izložen mogu biti uzrok raznih efekata. Prije svega misli se tu na crne inkrustacije ili bijele praškaste nakupine, koje mogu utjecati na percepciju prirodne plavo zelene patine. Ako se ne uklone spomenuti problemi mogu potaknuti propadanje metala, te stvaranje mikroskopski sitnih udubljenja u bronci.

## Brončane fontane
U ovom su slučaju zaštitini elementi posebno važni, jer stalan kontakt s vodom posebno pogoduje cijelom nizu korozionih procesa. Stoga je debljina i broj zaštitnih premaza ovdje u pravilu veći nego kod drugih javnih spomenika. U obzir treba obavezno uzeti i kvalitetu vode koja natapa broncu, kako tvrdoću iste tako i pH vrijednost .Postoji mogućnost da voda stvara bijele prevlake, koje duljim djelovanjem postaju sve deblje te ih je potrebno periodički uklanjati. Provjera stanja te periodičko održavanje u ovom slučaju dakle moraju biti znatno češći nego kod drugih tipova javne brončane plastike.

## Stare i zastarjele metode konzervacije
U kasnom 19. i ranom 20. stoljeću najčešće se u svrhu čišćenja arheoloških bronci koristilo kemijske ili elektrolitičke metode. Najčešće se tu radilo ili o lokalnoj primjeni ili o uronjavanju cijelog predmeta u kemijsku otopinu ili elektrolit. Obično su ovi postupci za posljedicu imali potpuno uklanjanje korozionih produkata, odnosno predmeti su čišćeni do čiste metalne površine. Isto se može reći i za relativno do nedavno rado izvođeno pjeskarenje.Površine tretirane pjeskarenjem više su nalikovale kamenu pješčenjaku nego metalu.
Treba naglasiti da je postojao i pristup po kojem se nije radilo ništa, a bilo je i predmeta kod kojih se patina smatrala estetski prihvatljivom, te dapače visoko cijenjenom, primjer su stare kineske bronce.

## Suvremene metode konzervacije

### Određenje stanja
Prije bilo kakovog zahvata potrebno je detaljno definirati trenutačno stanje predmeta. Prethodno uključuje uvid u prethodno izvedene zahvate, izradu detaljne fotografske dokumentacije, određenje stupnja strukturalnog integriteta, konzultiranje autora (ako se radi o živućem autoru) odnosno vlasnika djela, kao i definiranje potrebnog zahvata, te eventualno ispitivanje novih ili raznorodnih postupaka.
Sukladno Virginiji Naudé i Glenn Whartonu, 4 su osnovna stupnja utvrđivanja stanja objekta, koji oni zovu “Outdoor Sculpture Condition Survey”, odnosno Izvještaj o stanju skulpture na otvorenom.
1. Tehnički opis i definiranje zatečenog stanja. Spomenuto pak pretpostavlja identifikaciju materijala, određenje načina izrade, određenje stanja površine, te procijenu strukturalnog integriteta objekta, kao i eventualnog prijašnjeg održavanja. Napomene o posljedicama rutinskog održavanja, popravaka ili zahvata također su važan podatak.
2. Preporuke za održavanje. Iste moraju biti utemeljene na saznanjima o povijesti objekta, njegovom stanju i lokaciji, vlasniku raspoloživim sredstvima, te relativnim potrebama objekta u kontekstu cijele zbirke. Preporuke za održavanje moraju uključivati i rutinsko zbrinjavanja i periodički potrebne zahvate.
3. Određenje prioriteta kod izvedbe zahvata. Konzervator ove određuje temeljem prikupljenih tehničkih informacija. Ove prioritete pak kasnije treba dovesti u odnos s povijesno umjetničkim, te prioritetima vezanim za prikupljanje sredstava za zahvat.
4. Određenje neophodnih resursa. Cijena radova sukladno različitim opcijama mora biti izražena bilo kroz novčanu vrijednost odnosno broj sati potrebnih za izvođenje zahvata(kako konzervatora, tehničara, te drugih stručnjaka).Ovo je posebno važno ako radovi neće biti izvedeni odmah. U sve treba uključiti i cijenu opreme i potrošnog materijala.

## Čišćenje,uklanjanje korozionih slojeva i drugih naslaga

### Ručno
Mehaničko uklanjanje korozionih slojeva i nečistoća, najčešće uz korištenje skalpela, četkica od staklenih vlakana ili žice još uvijek predstavlja klasičan način rada na javnoj brončanoj plastici. Dodatno se još može kombinirati sa zagrijavanjem ili otapalima, a kod finijeg rada isti se može vršiti uz primjenu povećala ili stereomikroskopa s niskim povećanjem.

### Stlačeni vodeni mlaz
Ova često korištena metoda pretpostavlja uporabu stlačenog vodenog mlaza kao glavnog načina rada. U svijetu su razvijeni i sustavi posebno oblikovani za ovu svrhu, ovi uključuju i mogućnost dodavanja abraziva u vodeni mlaz. Kod nas ovaj posao obično obavljaju za rad na kulturnim dobrima potpuno needucirane osobe, te bez sustavnog i kompetentnog nadziranja rada na licu mjesta.

### Laser
Uporaba je lasera za rad na javnoj brončanoj plastici danas uobičajena u svijetu. Nakon više od 30 godina ispitivanja laser se može preporučiti kao najpouzdaniji, najbrži i najprecizniji alat za uklanjanje neželjenih korozionih slojeva i nečistoće s povijesnih objekata od metala. Kod nas su rađene samo probe čišćenja metala laserom, cijena uređaja je još uvijek za naše uvjete previsoka (engleska tvrtka Lynton prodaje sustav za čišćenje laserom za 20 700 funti sterlinga / više od 188 000 KN / + PDV!, Hrvatski restauratorski zavod navodno posjeduje 2 lasera).

### Pjeskarenje pomoću staklenih perli
Iako znatno pouzdanije od jako kritiziranog korištenja običnog pijeska ili korunda i ovaj način rada nosi sa sobom i određene opasnosti po predmet te ga se nikako ne može preporučiti za rad na javnoj brončanoj plastici.

### Pjeskarenje pomoću orahove ljuske
Za razliku od prethodne ova se metoda može preporučiti za rad na čišćenju brončanih skulptura. Osim orahove ljuske može se koristiti i mljevene kukuruzne klipove te plastični granulat.

### Pjeskarenje pomoću suhog leda
Vidi još: Čišćenje suhim ledom
Ova relativmo nova metoda također se može koristiti, naravno isključivo od strane odgovarajuće obučenih osoba, kao i uz primjeren nadzor radova.

### Pjeskarenje pomoću natrijeva bikarbonata
Prvi puta korišteno na kipu slobode u New Yorku, još kasnih osamdesetih godina prošlog stoljeća. Također se može koristiti uz sustavan i kompetetentan nadzor radova.

## Zaštitne prevlake
Od zaštitnih prevlaka kod nas se još uvijek najčešće koristi mikrokristali vosak, te nešto rjeđe lakovi. To su Paraloid B-72, Paraloid B-44, Incralac i Renaissance Wax.
Soter 201/LC,202/LS i 501/OC voskovi (ove se voskove spominje u stručnoj literaturi) su mješavina mikrokristalnih voskova i benzotriazola.
Kombinirane prevlake tipa donji sloj lak gornji sloj vosak

## Briga za javnu brončanu plastiku - opće napomene
Koraci neophodni za zbrinjavanje i održavanje javne brončane skulpture, istima dakako prethodi provjera stanja spomenika, istu je najbolje provesti barem 2 puta godišnje,te bi isto trebao provesti ili nadzirati isključivo školovani ili državno ispitani konzervator restaurator metala:
1. Pranje površine s čistom vodom. Kod ovog rada odmah izdvojiti površine na kojima se sakuplja voda, te ove u daljem postupku obraditi s posebnom pažnjom.
2. Razmutiti neionski sapun u vodi (omjer zavisno o vrsti!), nipošto u metalnoj posudi. Prati kružnim pokretima, četkom od meke dlake, uz povremeno ispiranje, sve dok ne dobijemo površinu čistu od nečistoće, ostataka ptičjeg izmeta, te drugih eventualno prisutnih tvari.
3. Ostaviti da se objekt temeljito osuši. Proces se može ubrzati korištenjem papirnatih ubrusa ili krpa te fena.
4. Nanijeti odabrani vosak odnosno voštanu pastu, sve u tankom i ujednačenom sloju. Površina može biti prethodno ugrijana plinskim plamenikom ili bolje pištoljem na vrući zrak(nipošto ne pregrijati površinu, može doći do neželjene promjene boje!).
5. Nakon što se vosak ohladi i osuši istrljati ga do željenog sjaja pomoću pamučne krpe. Na manjim površinama mogu se koristiti kistovi.
6. Ako treba ponovite korak 4 i 5, sve dok metal nije primjereno prekriven slojem voska.
7. Umjesto voska mogu se koristiti i lakovi, možemo izdvojiti Incralac, lak razvijen za zaštitu bakrenih slitina na bazi Paraloida B 44 i benzotriazola, te Ormocer lakove, koji su trenutačno još uvijek u fazi ispitivanja (još nije riješeno pitanje reverzibilnosti te utjecaja na boju i sjaj tretirane površine). Danas (2017.) se i na hrvatskom tržištu mogu naći nanotehnološke prevlake, no za sada je njihova uporaba na brončanoj skulpturi upitna, zbog problematične reverzibilnosti i nedovoljne ispitanosti primjene ovakovih proizvoda u konzerviranju restauriranju.[7]

## Školovanje konzervatora restauratora javne brončane skulpture
U Hrvatskoj su konzervaciji restauraciji predmeta od metala posvećena 2 studija, u Splitu i u Dubrovniku, a kao izborni predmet se konzerviranje restauriranje metala predavalo (predavač Mr. art. Dragan Dokić, preminuo početkom 2013.) i na Odjelu za konzerviranje restauriranje Akademije likovnih umjetnosti u Zagrebu.
Diplomirani bi konzervatori restauratori metala u principu morali znati barem elementarne postupke konzervacije u eksterijeru postavljenih brončanih skulptura.

## Javna plastika od drugih metala
U suvremenoj se javnoj skulpturi u svijetu osim bronce često koriste i razni čelici, te aluminij. Kod povijesnih objekata može se susresti i predmete od cinka i ljevanog željeza, te rijetko olova ili kositra. Osnovni principi zbrinjavanja ovih objekata identični su ili vrlo slični postupcima koji se koriste na bronci. Nešto drugačiji pristup zahtijevaju skulpture od obojenog željeza odnosno čelika(kod spomenutih se puka radikalna obnova još uvijek smatra prihvatljivom). Slobodno stojeće skulpture od cinka su kod nas razmjerno rijetke, dok onih od kositra i olova kod nas niti nema. Za sve njih tipična su izobličenja zbog težine, te razna napuknuća,lomovi i druga mehanička oštećenja.

### Knjige
- GUIDELINES FOR THE TECHNICAL EXAMINATION OF BRONZE SCULPTURE, EDS. BOURGARIT, D., BASSETT, J., BEWER,F.G, HEGINBOTHAМ,A., LACEY,A. and MOTTURE,P. , Los Angeles 2025.
- Branch,L.J. Bronze Behaving Badly : Principles of Bronze Conservation,London 2020.
- Outdoor Metallic Sculpture from the XIXth to the Beginning of the XXth Century: Identification, Conservation, Restoration. Paris, France. 4th-5th December 2014. ICOMOS France, Paris, 2014; ISBN 9782905430182, 154-162.
- Considine, Brian B. (2010). Conserving Outdoor Sculpture: The Stark Collection at the Getty Center. Los Angeles, CA: The Getty Conservation Institute
- Scott, David A. (2002). Copper and Bronze in Art: Corrosion, Colorants, Conservation. Los Angeles, CA: The Getty Conservation Institute(online)
- Kipper, Patrick V. (1996). The Care of Bronze Sculpture: Recommended Maintenance Programs for the Collector. Loveland, CO: Path Publications. ISBN 0964726912.
- GULLMAN Jan, TÖRNBLOM Mille, Bronze sculpture : its making and unmaking, a study of outdoor bronze sculpture conservation, Stockholm, Riksantikvarieämbetet, 1994, 185 p. ((online))
- Naudé, Virginia N. (1993). Guide to the Maintenance of Outdoor Sculpture. Washington, D. C.: American Institute for Conservation of Historic and Artistic Works.
- CONSERVATION OF METAL STATUARY AND ARCHITECTURAL DECORATION IN OPEN-AIR EXPOSURE, Rim 1987. (online)
- Drayman-Weisser, Terry ed. Dialogue 89 - The Conservation of Bronze Sculpture in the Outdoor Environment: A Dialogue Among Conservators, Curators, Environmental Scientists and Corrosion Engineers (Johns Hopkins University, Baltimore, MD). Houston, TX: National Association of Corrosion Engineers, 1992.
- Baboian, Robert, E. Blaine Cliver, and E. Lawrence Bellante, eds. The Statue of Liberty Restoration - (Proceedings of The Statue of Liberty - Today for Tomorrow Conference in New York). Houston, Texas: National Association of Corrosion Engineers, 1990.

#### Knjige na drugim jezicima osim engleskog
- Калиш М. К. Естественные защитные пленки на медных сплавах, Moskva 1971.(online)  Arhivirana inačica izvorne stranice od 30. lipnja 2020. (Wayback Machine)
- Salvi, A. Meteo e metalli. Conservazione e restauro delle sculture al aperto. Dal Perseo all arte contemporanea, Firenca 2007.
- Meissner, B.; Doktor, A.; Mach, M. Bronze und Galvanoplastik-Geschichte-Materialanalyse-Restaurierung, Dresden 2000.(online)
- Mach, M. Metallrestaurierung/Metal Restoration, München 1997.(online)  Arhivirana inačica izvorne stranice od 24. ožujka 2016. (Wayback Machine)
- Letardi, P.; Trentin, I.; Cutugno, G. Monumenti in bronzo all'aperto. Esperienze di conservazione e confronto., Genova 2004.

### Periodika
- Fink, C. G., The Care and Treatment of Outdoor Bronze Statues, Technical Studies in the Field

of the Fines Arts. 2 (1933-34) 34.
- Gettens, R.J., Preservation and restoration of outdoor metal sculptures,

6e Rgunion Mixte du Comit; de ICOM (photo copy preprint), 1967.
- Kalish, M. K., Examination of the Protective Properties of Natural Atmospheric Patina of Bronze

Monuments, ICOM Committee for Conservation, 3rd Triennial Meeting, 1972-Preprints, 2/72/4.
- Kalish, M. K., Inveitigation on Protective Properties of Artificial Patina on Bronze, ICOM Com-

mittee for Conservation, 4th Triennial Meeting, Venice, 1975-Preprints, 75.25.5.1-10.
- Weil, P.D., The approximate two-year lifetime of Incralac on outdoor bronze

sculpture, in preprint 75/22/2 of ICOM Committee for Conservation,
Venice, 1975.
- Kalish, M. K., The Use of Oxide Films to Protect Monumental Copper and Bronze Sculpture from

Atmospheric Corrosion, ICOM Committee for Conservation. 5th Triennial Meeting, Zagreb,
1978-Preprints, 78.23.14.1-6.
- Gasper, P.; Gulbransen, L. and Weil, P., Recent Developments in the Conservation of Outdoor Bronze Monuments, ICOM Committee for Conservation, 5th Triennial Meeting, Zagreb, 1978-Preprints. 78.23.12.1-7.
- A. W. Ruff, and W. T. Chase. "Practical Aspects of Using Walnut Shells for Cleaning Outdoor Sculpture" and "Successful Use of Soft Abrasives (Walnut Shells) for Cleaning Outdoor Bronze Sculpture by Air Jets". Association for Preservation Technology Bulletin 25.3/4 (1994):70-76.
- Weil, Phoebe D. "The Conservation of Outdoor Bronze Sculpture: A Review of Modern Theory and Practice", in Brown, B. Floyd, et al. Corrosion and Metal Artifacts - A Dialogue Between Conservators and Archaeologists and Corrosion Scientists: Gaithersburg, MD, Washington, D. C.: National Bureau of Standards, 1977.
- Block, Ira, The Corrosion and Protection of Outdoor Bronzes, The American Institute for Conservation : Preprints (1982) 21-28.
- Smith, R. and A. Beale. 1986. An Evaluation of the effectiveness of various Plastic and wax coatings in Protecting Outdoor Bronze Sculpture exposed to Acid Rain, A Progress report. In Conservation of Metal Statuary and Architectural Decoration in Open-Air Exposure. Rome:ICCROM. 99-124.
- Sturman, Shelley, Julie Unruh, and Helen Spande. Maintenance of Outdoor Sculpture: An Annotated Bibliography. Washington, DC: National Institute for the Conservation of Cultural Property (now Heritage Preservation) 1996.
- Veloz, Nicolas F. "Development and Implementation of a New Method of Wax Application for Outdoor Sculpture Using Airless Sprayer". Objects Specialty Group Postprints: (AIC, Norfolk, Virginia).compilers Virginia Greene and John Griswold. Washington, DC: The American Institute for Conservation, 1996.23-33.
- Roemich, Hannelore, ed. New Conservation Methods for Outdoor Bronze Sculptures, EUR 16637 EN, Directorate-General XII, Science, Research and Development. Luxembourg: Office for Official Publications of the European Communities, 1996.
- Robbiola, Luc, Christian Fiaud, and Stephane Pennec. "New Model of Outdoor Bronze Corrosion and Its Implications for Conservation". ICOM Committee for Conservation Tenth Triennial Meeting, Washington, DC, 22-27 August 1993; Preprints: Washington, DC. ed. Janet Bridgland. Paris: ICOM Committee for Conservation, 1993. 796-802.
- Naylor, Andrew. "Modern Conservation of Outdoor Bronze Sculpture". Monuments and the Millennium: Proceedings of a Joint Conference Organized by English Heritage and the United Kingdom Institute for Conservation: London: English Heritage, 2000. 91-96.
- Merk-Gould, L., R. Herskovitz and C. Wilson. "Field tests on removing corrosion from outdoor bronze sculptures using medium pressure water." Journal of the American Institute for Conservation 37.2, (1998).
- Lins, Andrew, and Tracy Power. "The Corrosion of Bronze Monuments in Polluted Urban Sites: A Report on the Stability of Copper Mineral Species at Different pH Levels". Ancient and Historic Metals: Conservation and Scientific Research. Eds. David A. Podany Jerry Consadine Brian B. Scott. Marina del Rey, CA: J. Paul Getty Museum and the Getty Conservation Institute, 1993, 119-52.
- Brostoff, L. B. and E. R. de la Rie. 1997. Research into protective coating system for outdoor sculpture and ornamentation. članak u METAL 95, Semur enAuxios, France, ed. I.D. MacLeod, S.L.Pennec and L. Robbiola. James & James Ltd. str.242-244.
- Koller, Johann, and Ursula Baumer. "Organische Überzüge Auf Metallen. Teil 2, Wachse Und Emulsionen (Organic Coatings on Metals. Part 2; Waxes and Emulsions)". Arbeitsblatter Fur Restauratoren. Gruppe 19. Naturwissenschaftliche Untersuchungen 33.2 (2000): 227-41.
- M. Marabelli, G. D'Ercoli. "Protective coating systems for outdoor sculpture: weathering tests in marine environment", presented in the international symposium: "Exposure 2001", 7-10 November, 2001 at the Institut fur Restaurierung, Hildesheim, Germany.
- A. Beccaria, M. Marabelli, G. D'Ercoli. "Characterization of bronze corrosion and protection by contact probe measurements", presentado en el congreso mundial del ICOM-CC Grupo de trabajo de metal: "Metal 2001", 2-6 abril, 2001 a la Universidad de Chile, Santiago de Chile, Chile.
- Bierwagen, G., T. J. Shedlosky and K. Stanek. 2002. Developing and Testing a New Generation of Protective Coatings for Outdoor Bronze Sculpture. 2002 Athens Conference on Coatings Science and Technology, Vouliagmeni (Athens), Greece, Institute of Materials Science. Accepted for publication in Progress of Organic Coatings.
- M.P. Casaletto, C. Cirrincione, A. Privitera, V. Basilissi A Sustainable Approach to the Conservation of Bronze Artworks by Smart Nanostructured Coatings,članak u METAL 2016.,New Delhi 2017.,Conference Preceedings
- B.A. Dajnowski, J. Marczak, A. Sarzyński, M. Strzelec, J.L. Mass, A. Lins, S.I. Shah, R. Murray,T.P. Beebe Jr., Z. Voras Creating Laser Patinas on Copper Alloys: Origins of Colors and Their Implications on Copper Alloys,članak u METAL 2016.,New Delhi 2017.,Conference Preceedings
- W.A. Mohamed, M.M. Rifai, N.A.A. Ghany, M.S. Elmetwaly Testing Coating Systems for Bare and Patinated Outdoor Bronze Sculptures,članak u METAL 2016.,New Delhi 2017.,Conference Preceedings
- D.A. Jáuregui-Gónzalez, M. López-Arriaga, F.J. Rodríguez-Gómez, J. Contreras-Vargas Influence of the Application and Preparation of Wax Coatings Artificially Patined Bronze Surfaces,članak u METAL 2016.,New Delhi 2017.,Conference Preceedings
- A. Texier, A. Azéma, M. Bouichou, J. Legendre, C. Bottineau The Vendôme Column: Restoration of a Monumental Bronze in Paris,članak u METAL 2016.,New Delhi 2017.,Conference Preceedings
- M. Albini, C. Chiavari, E. Bernardi, C. Martini, L. Mathys, P. Letardi, E. Joseph Influence of Outdoor Bronze Alloying Elements on the Performances of a Biological Treatment,članak u METAL 2016.,New Delhi 2017.,Conference Preceedings
- M. Aufray, F. Aymard, M. Babnik, A. Balbo, F. Benetti, E. Bernardi, M.C. Bignozzi, C. Chiavari, M.-L. Desse,J. Esvan, N. Gartner, V. Grassi, C. Josse, B. Kamšek, M. Kete, T. Koršič, T. Kosec, L. Marchin, C. Martini,G. Masi, C. Monticelli, D. Perez, L. Robbiola, L. Škrlep, W. Sperotto, L. Valente, F. Zanotto B-IMPACT: A New Project for the Development of Eco-Friendly Non-Hazardous Protective Coatings for Outdoor Bronzes,članak u METAL 2016.,New Delhi 2017.,Conference Preceedings
- Masi, G., C. Martini, E. Bernardi, M.C. Bignozzi, C.Monticelli, A. Balbo, F. Zanotto, M. Aufray, C. Josse, J.Esvan, L. Robbiola, and C. Chiavari. 2017b. Protectiveness of different silane coatings on patinated ancient and modern bronzes: Part 2. In EUROCORR 2017 and 20th International Corrosion Congress and Process Safety Congress 2017. Corrosion Control for Safer Living, Prague,Czech Republic, 3–7 September 2017, paper no. 95722.
- Trehu,E.,Sully,D. Investigating a  sustainable alternative:L cysteine as nontoxic Corrosion inhibitor for copper alloy conservation,Članak u Metal 2022., Helsinki,Conference proceedings
- Thunberg,J.C.,Watkinson.D.,Emmerson.N.,Kis,Z.,Harsanyi,I.,Kasztovszky,Z.,Lewis,M. The Role of Patina on Archaeological Copper Coins in the Outbreak and  Progression of Bronze Disease,Članak u Metal 2022., Helsinki,Conference proceedings

## Vanjske poveznice
- Faltermeier,R. Protecting sculpture
- Marušić,K. Protection of patinated bronze by non-toxic inhibitors,thesis,Zagreb 2010.
- Les sculptures en bronze à l'extérieur
- The Restoration of Ancient Bronzes - Naples and Beyond
- Protect our european bronze monuments  Arhivirana inačica izvorne stranice od 20. veljače 2021. (Wayback Machine)
- On-line survey results of techniques used for outdoor bronze conservation
- Deconstructing Incralac: A formulation study of acrylic coatings for the protection of outdoor bronze sculpture

## Video zapisi
- Conservation of Henry Moore's bronze sculpture 'Knife Edge Two Piece'
- Conservation of a Monument to Daguerre
- Prescott Statue Conservation on Bunker Hill
- Cleaning an Outdoor Sculpture Part I
- IL RESTAURO DEL PERSEO
- Conservation: The Wolsey Angels